# Liste des meilleurs intercepteurs en NBA par saison
Cette page présente la liste des meilleurs intercepteurs en NBA par saison en moyenne par match. Les interceptions sont comptabilisées depuis la saison NBA 1973-1974.

## Explications
Pour pouvoir être classé et prétendre au titre de meilleur intercepteur de la ligue, le joueur doit répondre à un minimum de critères édictés dans le Rate Statistic Requirements.
La plus haute moyenne d'interceptions sur une saison appartient à Alvin Robertson avec 3,67 par match lors de la saison 1985-1986, tout comme le record du nombre total d'interceptions la même année avec 301 ballons interceptés. Chris Paul détient le record du plus grand nombre de titres de meilleur intercepteur de l'année en NBA avec 6 titres dont 4 consécutifs, devant Michael Ray Richardson, Alvin Robertson, Michael Jordan et Allen Iverson avec 3 titres chacun.

## Classement
|            |            | Joueur encore en activité en NBA                      |                                                       |                                                       |                                                       |                                                       |
|            |            | Joueur intronisé au Basketball Hall of Fame           |                                                       |                                                       |                                                       |                                                       |
| Joueur (X) | Joueur (X) | Le nombre entre parenthèses indique le total de titre | Le nombre entre parenthèses indique le total de titre | Le nombre entre parenthèses indique le total de titre | Le nombre entre parenthèses indique le total de titre | Le nombre entre parenthèses indique le total de titre |

| Saison    | Joueur                     | Équipe                                      | Matchs joués | Total d'interceptions | interceptions par match |
| --------- | -------------------------- | ------------------------------------------- | ------------ | --------------------- | ----------------------- |
| 1973-1974 | Larry Steele               | Trail Blazers de Portland                   | 81           | 217                   | 2,68                    |
| 1974-1975 | Rick Barry                 | Warriors de Golden State                    | 80           | 228                   | 2,85                    |
| 1975-1976 | Slick Watts                | SuperSonics de Seattle                      | 82           | 261                   | 3,18                    |
| 1976-1977 | Don Buse                   | Pacers de l'Indiana                         | 81           | 281                   | 3,47                    |
| 1977-1978 | Ron Lee                    | Suns de Phoenix                             | 82           | 225                   | 2,74                    |
| 1978-1979 | M.L. Carr                  | Pistons de Détroit                          | 80           | 197                   | 2,46                    |
| 1979-1980 | Michael Ray Richardson     | Knicks de New York                          | 82           | 265                   | 3,23                    |
| 1980-1981 | Magic Johnson              | Lakers de Los Angeles                       | 37           | 127                   | 3,43                    |
| 1981-1982 | Magic Johnson (2)          | Lakers de Los Angeles                       | 78           | 208                   | 2,67                    |
| 1982-1983 | Michael Ray Richardson (2) | Warriors de Golden State Nets du New Jersey | 64           | 182                   | 2,84                    |
| 1983-1984 | Rickey Green               | Jazz de l'Utah                              | 81           | 215                   | 2,65                    |
| 1984-1985 | Michael Ray Richardson (3) | Nets du New Jersey                          | 82           | 243                   | 2,96                    |
| 1985-1986 | Alvin Robertson            | Spurs de San Antonio                        | 82           | 301                   | 3,67                    |
| 1986-1987 | Alvin Robertson (2)        | Spurs de San Antonio                        | 81           | 260                   | 3,21                    |
| 1987-1988 | Michael Jordan             | Bulls de Chicago                            | 82           | 259                   | 3,16                    |
| 1988-1989 | John Stockton              | Jazz de l'Utah                              | 82           | 263                   | 3,21                    |
| 1989-1990 | Michael Jordan (2)         | Bulls de Chicago                            | 82           | 227                   | 2,77                    |
| 1990-1991 | Alvin Robertson (3)        | Bucks de Milwaukee                          | 81           | 246                   | 3,04                    |
| 1991-1992 | John Stockton (2)          | Jazz de l'Utah                              | 82           | 244                   | 2,98                    |
| 1992-1993 | Michael Jordan (3)         | Bulls de Chicago                            | 78           | 221                   | 2,83                    |
| 1993-1994 | Nate McMillan              | SuperSonics de Seattle                      | 73           | 216                   | 2,96                    |
| 1994-1995 | Scottie Pippen             | Bulls de Chicago                            | 79           | 232                   | 2,94                    |
| 1995-1996 | Gary Payton                | SuperSonics de Seattle                      | 81           | 231                   | 2,85                    |
| 1996-1997 | Mookie Blaylock            | Hawks d'Atlanta                             | 78           | 212                   | 2,72                    |
| 1997-1998 | Mookie Blaylock (2)        | Hawks d'Atlanta                             | 70           | 183                   | 2,61                    |
| 1998-1999 | Kendall Gill               | Nets du New Jersey                          | 50           | 134                   | 2,69                    |
| 1999-2000 | Eddie Jones                | Hornets de Charlotte                        | 72           | 192                   | 2,67                    |
| 2000-2001 | Allen Iverson              | 76ers de Philadelphie                       | 71           | 178                   | 2,51                    |
| 2001-2002 | Allen Iverson (2)          | 76ers de Philadelphie                       | 60           | 168                   | 2,80                    |
| 2002-2003 | Allen Iverson (3)          | 76ers de Philadelphie                       | 82           | 225                   | 2,74                    |
| 2003-2004 | Baron Davis                | Hornets de la Nouvelle-Orléans              | 67           | 158                   | 2,36                    |
| 2004-2005 | Larry Hughes               | Wizards de Washington                       | 61           | 176                   | 2,89                    |
| 2005-2006 | Gerald Wallace             | Bobcats de Charlotte                        | 55           | 138                   | 2,51                    |
| 2006-2007 | Baron Davis (2)            | Warriors de Golden State                    | 63           | 135                   | 2,14                    |
| 2007-2008 | Chris Paul                 | Hornets de la Nouvelle-Orléans              | 80           | 217                   | 2,71                    |
| 2008-2009 | Chris Paul (2)             | Hornets de la Nouvelle-Orléans              | 78           | 216                   | 2,77                    |
| 2009-2010 | Rajon Rondo                | Celtics de Boston                           | 81           | 189                   | 2,33                    |
| 2010-2011 | Chris Paul (3)             | Hornets de la Nouvelle-Orléans              | 80           | 188                   | 2,35                    |
| 2011-2012 | Chris Paul (4)             | Clippers de Los Angeles                     | 60           | 152                   | 2,53                    |
| 2012-2013 | Chris Paul (5)             | Clippers de Los Angeles                     | 70           | 169                   | 2,41                    |
| 2013-2014 | Chris Paul (6)             | Clippers de Los Angeles                     | 62           | 154                   | 2,48                    |
| 2014-2015 | Kawhi Leonard              | Spurs de San Antonio                        | 64           | 148                   | 2,31                    |
| 2015-2016 | Stephen Curry              | Warriors de Golden State                    | 79           | 169                   | 2,14                    |
| 2016-2017 | Draymond Green             | Warriors de Golden State                    | 76           | 154                   | 2,03                    |
| 2017-2018 | Victor Oladipo             | Pacers de l'Indiana                         | 75           | 177                   | 2,36                    |
| 2018-2019 | Paul George                | Thunder d'Oklahoma City                     | 77           | 170                   | 2,21                    |
| 2019-2020 | Ben Simmons                | 76ers de Philadelphie                       | 57           | 119                   | 2,09                    |
| 2020-2021 | Jimmy Butler               | Heat de Miami                               | 52           | 108                   | 2,08                    |
| 2021-2022 | Dejounte Murray            | Spurs de San Antonio                        | 67           | 135                   | 2,01                    |
| 2022-2023 | O. G. Anunoby              | Raptors de Toronto                          | 67           | 128                   | 1,91                    |
| 2023-2024 | De'Aaron Fox               | Kings de Sacramento                         | 74           | 150                   | 2,03                    |
| 2024-2025 | Dyson Daniels              | Hawks d'Atlanta                             | 76           | 229                   | 3,01                    |

## Records de titres du meilleurs intercepteurs de l'année
| Titres | Joueur                 | Equipe                                                                         | Année                              |
| ------ | ---------------------- | ------------------------------------------------------------------------------ | ---------------------------------- |
| 6      | Chris Paul             | Hornets de la Nouvelle-Orléans (3) / Clippers de Los Angeles (3)               | 2008, 2009, 2011, 2012, 2013, 2014 |
| 3      | Allen Iverson          | 76ers de Philadelphia (3)                                                      | 2001, 2002, 2003                   |
| 3      | Michael Jordan         | Bulls de Chicago (3)                                                           | 1988, 1990, 1993                   |
| 3      | Micheal Ray Richardson | Knicks de New York (1) / Warriors de Golden State (1) / Nets du New Jersey (1) | 1980, 1983, 1985                   |
| 3      | Alvin Robertson        | Spurs de San Antonio (2) / Bucks de Milwaukee (1)                              | 1986, 1987, 1991                   |
| 2      | Mookie Blaylock        | Atlanta Hawks (2)                                                              | 1997, 1998                         |
| 2      | Baron Davis            | Hornets de la Nouvelle-Orléans (1) / Warriors de Golden State (1)              | 2004, 2007                         |
| 2      | Magic Johnson          | Lakers de Los Angeles                                                          | 1981, 1982                         |
| 2      | John Stockton          | Jazz de l'Utah                                                                 | 1989, 1992                         |